# Subbasso
Il subbasso è particolare registro dell'organo.

## Struttura
Il subbasso è un registro ad anima della famiglia dei bordoni e si trova sempre nella pedaliera. È costituito da canne tappate all'estremità superiore quindi, a parità di altezza con una canna aperta, produce un suono di un'ottava più grave. In genere è un registro presente su tutti gli organi: in quelli piccoli costituisce, nella misura da 16', l'unico registro della pedaliera, mentre in quelli di dimensioni maggiori è possibile trovarlo in diverse misure, da 16' a 4'.
A volte è presente anche nella tessitura da 32', di altezza reale (4,8 m), oppure ottenuta mediante la tecnica del terzo suono di Tartini, ossia facendo suonare le canne di un bordone da 16' con uno da 10' 2/3. Il subbasso di 32', nella pedaliera, produce un suono molto scuro e pastoso e richiede sempre di essere utilizzato in combinazione con altri registri, in modo da renderlo più chiaro.
Il registro da 32', in Germania, è anche conosciuto come Untersatz o Groß Gedackt.